# Don't Shoot Me I'm Only the Piano Player
Don't Shoot Me I'm Only the Piano Player è l'ottavo album (il sesto in studio) nella discografia di Elton John, pubblicato negli USA dalla MCA Records ed in Europa dalla DJM Records (Dick James Music LTD) il 22 gennaio 1973. In Italia esce distribuito da Ricordi.

## Il disco
Considerato come uno dei lavori migliori del musicista inglese, contiene al suo interno Crocodile Rock e Daniel, due dei maggiori successi della sua carriera. Prodotto da Gus Dudgeon, venne registrato negli Strawberry Studios del Château d'Hérouville in Francia con ingegnere del suono Ken Scott, e re-missato ai Trident Studios di Londra.
L'album (un omaggio al film Tirate sul pianista di François Truffaut) prosegue l'opera già iniziata con Honky Château: presenta un genere più leggero e si differenzia in molti punti dai primi lavori di Elton. Don't Shoot Me appartiene sempre, comunque, al periodo più creativo ed intenso della produzione musicale della coppia John/Taupin, contraddistinto da una eccellente qualità compositiva dei brani e dalla memorabile velocità con la quale essi li creavano (arrivavano a comporre 12 canzoni in 2 giorni). Blues for My Baby and Me, Have Mercy on the Criminal e High Flying Bird sono i brani più impegnativi e sofisticati di tutto il lavoro. La formazione vede Elton John al piano e tastiere, Davey Johnstone alla chitarra, Dee Murray al basso e Nigel Olsson (già degli Uriah Heep) alla batteria, più una nutrita partecipazione di session-men in diversi brani.
L'album raggiunse il primo posto in classifica in Inghilterra (6 settimane risultando il disco più venduto dell'anno), in Canada (3 settimane), in Australia (3 settimane), negli Stati Uniti (2 settimane) e in diversi paesi tra cui anche l'Italia, e rimase per più di un anno e mezzo nella Top 200 della classifica degli album Billboard.
Daniel, scritta da Taupin ispirandosi alla vicenda di un reduce del Vietnam rimasto cieco che si rifugia in Spagna, raggiungerà il secondo posto nelle classifiche dei singoli statunitensi e la quarta posizione in quelle britanniche (quarto posto anche in Italia).
Crocodile Rock, brano ispirato nelle sonorità e nel testo ai primordi del rock & roll con una certa assonanza nel coro alla famosa Speedy Gonzales di Pat Boone, raggiungerà il primo posto nelle classifiche americane il 3 febbraio 1973 (primo posto anche in Italia), mentre in Gran Bretagna salirà fino alla quinta posizione.

## Brani
Tutte le canzoni sono composte da Elton John e Bernie Taupin.
1. Daniel – 3:53
2. Teacher I Need You – 4:09
3. Elderberry Wine – 3:33
4. Blues for My Baby and Me – 5:42
5. Midnight Creeper – 3:53
6. Have Mercy on the Criminal – 5:57
7. I'm Gonna Be a Teenage Idol – 3:55
8. Texan Love Song – 3:33
9. Crocodile Rock – 4:58
10. High Flying Bird – 4:14

## Formazione
- Elton John - voce, flauto, pianoforte, harmonium, tastiera, Fender Rhodes, mellotron, organo Hammond, Farfisa
- Davey Johnstone - sintetizzatore, banjo, chitarra elettrica, sitar
- Dee Murray - basso
- Nigel Olsson - batteria, maracas
- Gus Dudgeon - basso
- Ivan Jullien - tromba
- Jacques Bolognesi - trombone
- Jean-Louis Chautemps - sax nei brani 3, 4, 7
- Alain Hatot - sax nei brani 3, 4, 7

## Classifiche

### Classifiche settimanali
| Classifica (1973) | Posizione massima |
| ----------------- | ----------------- |
| Australia         | 1                 |
| Canada            | 1                 |
| Italia            | 1                 |
| Norvegia          | 1                 |
| Paesi Bassi       | 2                 |
| Regno Unito       | 1                 |
| Stati Uniti       | 1                 |

### Classifiche di fine anno
| Classifica (1973) | Posizione |
| ----------------- | --------- |
| Australia         | 4         |
| Italia            | 4         |
| Regno Unito       | 1         |
| Stati Uniti       | 8         |
| Classifica (1974) | Posizione |
| Stati Uniti       | 67        |